# Radošina
Radošina (Hongaars: Radosna) is een Slowaakse gemeente in de regio Nitra en maakt deel uit van het district Topoľčany.
Radošina telt 1.997 inwoners.

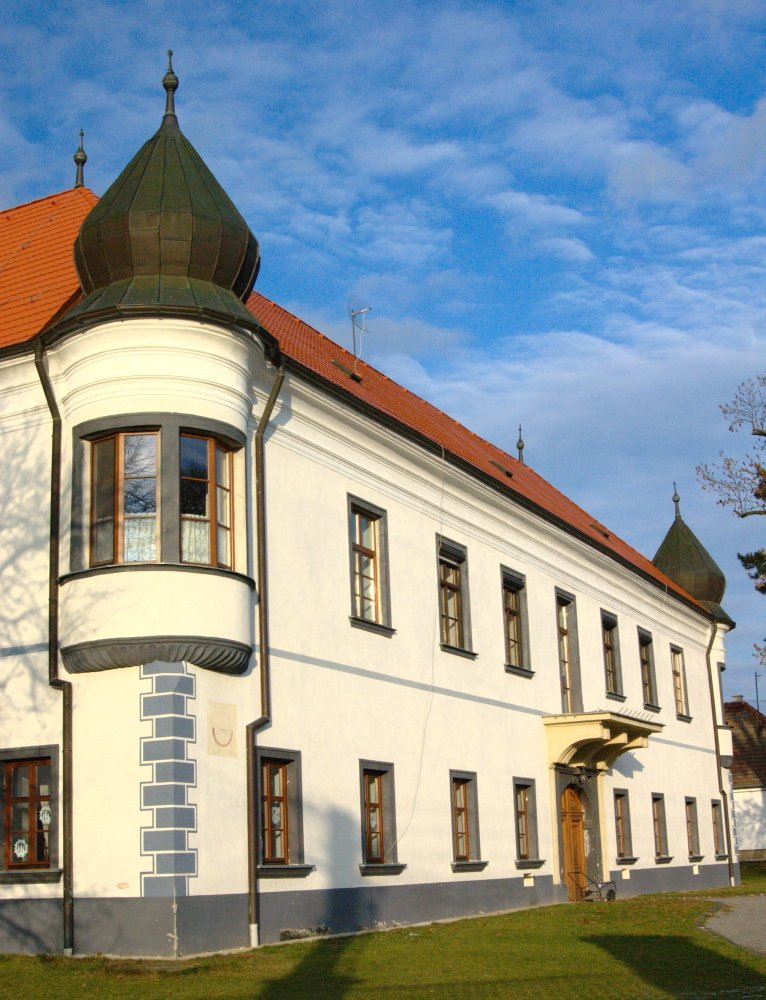
Radošina

Het dorp bevindt zich in het zuidwestelijke deel van het district Topoľčany en ligt op 216 meter boven zeeniveau. Het kadastrale grondgebied beslaat 2767 hectare.
Er wordt wel aangenomen dat de naam van het dorp afkomstig is van de rivier, die voor het eerst genoemd werd in een akte uit 1249 als de 'Radusna'. In de 13e eeuw groeide Radošina uit tot een bloeiend dorp. Eind 14e eeuw was het onderdeel van het bisdom Nitra. Halverwege de 16e eeuw werd Radošina beschreven als oppidum.
Radošina staat bekend als een regio waar wijn wordt verbouwd. De oorsprong hiervan is terug te vinden in de 15e eeuw. In de 19e eeuw werd begonnen met het kweken van nieuwe zaden voor de landbouw. Vooral de resultaten in het verbouwen van gerst en wijnstokken waren succesvol. In 1921 werd de eerste Radošinský Klevner (een wijnstok) geplant. De hieruit gewonnen wijn werd ook geschonken op de bruiloft van koningin Elizabeth.
In de regio is een grote waterbron die het gebied voorziet van schoon drinkwater.